# Леді Баг і Супер-Кіт (сезон 6)
Шостий сезон мультсеріалу  «Леді Баг і Супер-Кіт» розпочав транслюватися з 25 січня 2025 року, Цього дня на бразильському телеканалі "Gloob" вийшла друга за хронологією серія шостого сезону.

## Сюжет
Після зникнення Бражника починається новий цикл. Леді Баґ і Супер Кіт повинні зіткнутися з новим ворогом — таємничим, тривожним, невловимим і водночас близьким до них. Дуже близьким... але вони цього не знають. Марінетт і Адріан також ніколи не були такими близькими...! Але в їхньому повсякденному житті не все йде гладко, адже у них все ще є секрети одне від одного, і найбільший з них полягає в тому, що вони досі не знають, що вони — Леді Баґ і Супер Кіт. У Парижі, що став екологічно взірцевим, у серці нової революційної школи, наші герої проживуть навчальний рік, сповнений емоцій і відкриттів

## Список серій
| Номер | Оригінальна назва        | Переклад українською | Автор(и) сценарію                                | Дата показу у Франції |
| --- | ------------------------ | -------------------- | ------------------------------------------------ | --------------------- |
| 601 | "Climatiqueen"           | "Королева Бурь"      | Томас Астрюк, Себастьян Тобідо                   | 16 квітня 2025        |
| Леді Баґ і Супер-Кіт змагаються з суперницею, яка прагне викрасти серця парижан. Попередження про шторм супергероїв!                                                                             |                          |                      |                                                  |                       |
| 602 | "The Illustrhater"       | "Ненавистраторка"    | Томас Астрюк, Себастьян Тобідо, Кароліна Тореллі | 23 березня 2025       |
| Поки Марінетт бореться зі своїми інстинктами контролю, Леді Баґ та її команда стикаються з лиходійкою, сповненою уяви.                                                                           |                          |                      |                                                  |                       |
| 603 | "Sublimation"            | "Сублімація"         | Томас Астрюк, Себастьян Тобідо, Жон-Ремі Перрін  | 23 березня 2025       |
| У Адріана з’являється нова подруга, і Марінетт вирішує теж з нею подружитися; але Марінетт не має жодного уявлення, як подружитися з тим, хто не потребує допомоги.                              |                          |                      |                                                  |                       |
| 604 | "Daddycop"               | "Татко-коп"          | Томас Астрюк, Себастьян Тобідо, П'єр Дюбле       | 2 квітня 2025         |
| Аби відсвяткувати свій сотий поцілунок з Адріаном, Марінетт спланувала романтичний вечір, забувши про те, що вона вже домовилася про перегляд фільму з подругами на той самий час!               |                          |                      |                                                  |                       |
| 605 | "Werepapas"              | "Перевертатки"       | Томас Астрюк, Себастьян Тобідо                   | 26 березня 2025       |
| Коли Адріан нервує через зустріч зі своїми дідусем і бабусею, Марінетт без запрошення приходить на обід, щоб його підтримати. Та вона ще не підозрює, що ось-ось спалахне сімейна війна…         |                          |                      |                                                  |                       |
| 606 | "Sleeping Syren"         | TBA                  | TBA                                              | TBA                   |
| 607 | "El Toro De Piedra"      | "Кам'яний Бик"       | Томас Астрюк, Себастьян Тобідо, Кароліна Тореллі | 23 квітня 2025        |
| Поки та допомагає Адріану з розпакуванням коробок зі спогадами з дитинства, Марінетт знаходить лист із секретами, які можуть його зачепити. Вона повинна віддати листа чи залишити це таємницею? |                          |                      |                                                  |                       |
| 608 | "Vampigami"              | TBA                  | TBA                                              | TBA                   |
| 609 | "Mister Agreste"         | TBA                  | TBA                                              | TBA                   |
| 610 | "The Dark Castle"        | TBA                  | TBA                                              | TBA                   |
| 611 | "Revelator"              | "Викривач"           | Томас Астрюк, Себастьян Тобідо, Кароліна Тореллі | 9 квітня 2025         |
| Марінетт та Адріан, найвідоміша пара Парижа, привертають увагу інфлюенсера, який зробить усе заради популярності. Він навіть готовий зруйнувати кохання між ними.                                |                          |                      |                                                  |                       |
| 612 | "Wreckless Driver"       | TBA                  | TBA                                              | TBA                   |
| 613 | "Yaksi Gozen"            | TBA                  | TBA                                              | TBA                   |
| 614 | "Grendiaper"             | TBA                  | TBA                                              | TBA                   |
| 615 | "The Ruler"              | "Випрямителька"      | Томас Астрюк, Себастьян Тобідо, П'єр Дюбле       | 30 квітня 2025        |
| Поки та намагається приховати застуду від Адріана, Марінетт намагається допомогти Натаніелю самоствердитися, аби він зміг проілюструвати наступну лінійку коміксу, що для нього написав Марк.    |                          |                      |                                                  |                       |
| 616 | "Noe"                    | TBA                  | TBA                                              | TBA                   |
| 617 | "A Fairy Good Night"     | TBA                  | TBA                                              | TBA                   |
| 618 | "The Dirtifiers"         | TBA                  | TBA                                              | TBA                   |
| 619 | "Riginarazione"          | TBA                  | TBA                                              | TBA                   |
| 620 | "Heartfixer"             | TBA                  | TBA                                              | TBA                   |
| 621 | "The Chained Titans"     | TBA                  | TBA                                              | TBA                   |
| 622 | "Lady Chaos"             | TBA                  | TBA                                              | TBA                   |
| 623 | "Sadnansi"               | TBA                  | TBA                                              | TBA                   |
| 624 | "Queen of the Dreadzone" | TBA                  | TBA                                              | TBA                   |
| 625 | "Secret Protocol"        | TBA                  | TBA                                              | TBA                   |
| 626 | "Nemesis"                | TBA                  | TBA                                              | TBA                   |

## Виробництво
У червні 2022 року Тома Астрюк оголосив у своєму Твіттері про початок написання сценаріїв до 6 і 7 сезонів.

## Цікаві факти
- Починаючи з 6 сезону новою антагоністкою стане Chrysalis, Лайла з талісманом метелика. Про це стало відомо після витоку зі студії Zag що стався в червні минулого року.
- Цього сезону, за словами одного зі сценаристів Вільфріда Пена, на фестивалі «Geek Fest», буде вдосконалено 3D анімацію і змінено зовнішність деяких персонажів, зокрема одяг і зачіски[2].
- Починаючи з шостого сезону до команди сценаристів приєдналася Хлоя Пає[3].
- Деякі студії, які працювали над четвертим та п'ятим сезонами, не будуть брати участь у шостому. Від них вирішили відмовитися, щоб краще контролювати виробництво.
- Перед прем'єрою шостого сезону повинні вийти два нових спецепізоди[2].